# Marshallton (Delaware)
Marshallton é uma comunidade sem personalidade jurídica do Condado de New Castle, Delaware, Estados Unidos. A comunidade foi fundada em 1836 e é nomeado em homenagem a John Marshall, proprietário do moinho.

## Geografia
Marshallton é um subúrbio residencial localizado a 8 km W de Wilmington, Delaware pela State Highway 2. Marshallton está localizado ao longo de Red Clay Creek.

## História
Em 30 de agosto de 1777, George Washington ordenou a seu exército para que voltasse a Red Clay Creek durante as primeiras horas da manhã. Foi em Marshallton que Washington guardou suas tropas para a batalha. As tropas quando estavam em Marshallton fizeram construção de redutos e trincheiras.